# Ngarchelong

Ngarchelong lokala flagga

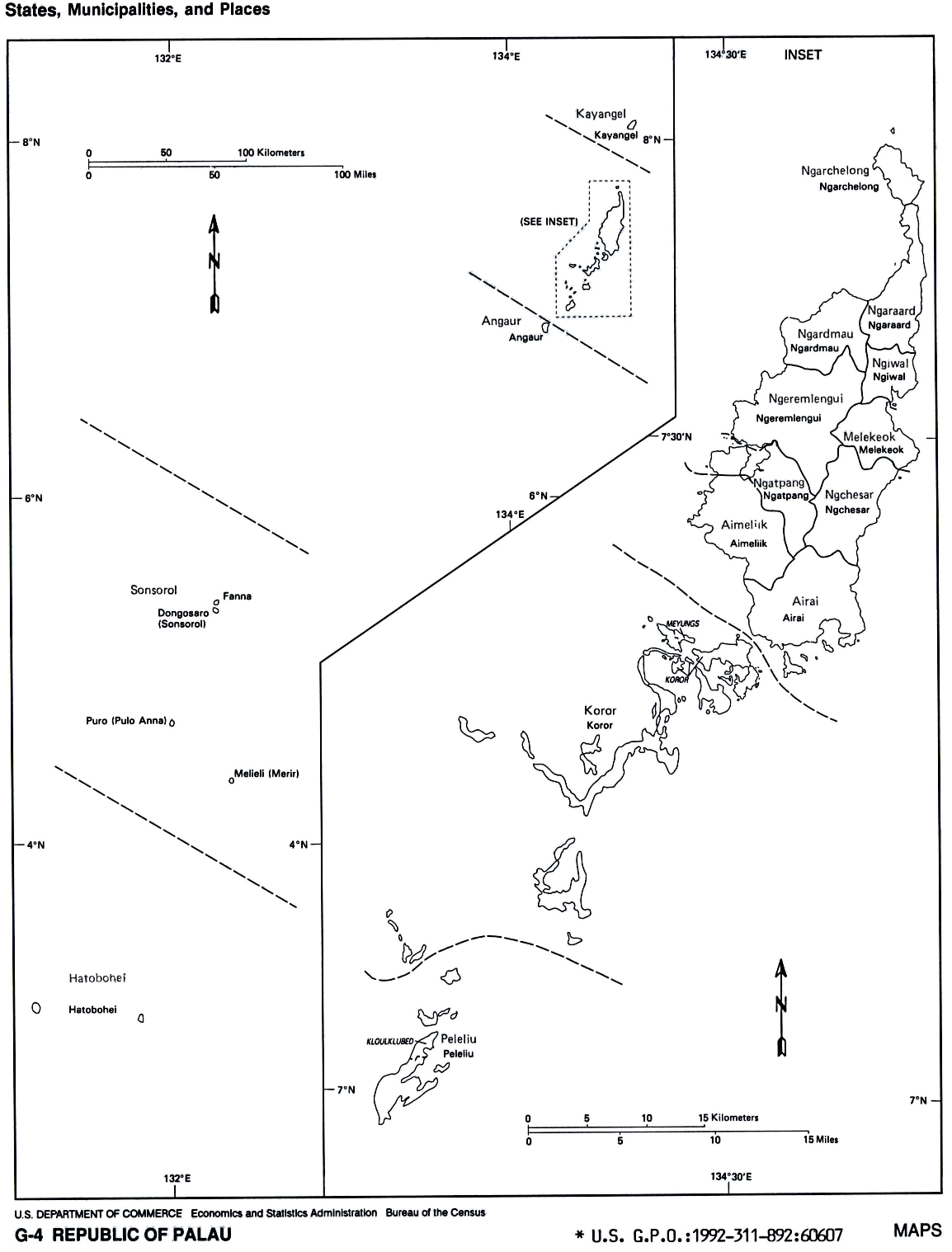
karta over Palaus delstater

Ngarchelong är en av de 16 delstater i Palau i västra Stilla havet.

## Geografi
Ngarchelong ligger på huvudön Babeldaobs norra del.
Området har en sammanlagd areal om ca 10 km² och täcks till stora delar av regnskog och berg.

## Delstaten
Befolkningen i Ngarchelong-state uppgår till cirka 250 invånare. Huvudorten är Mengellang och ytterligare församlingar ("hamlets") Iebukel, Ngeiungel, Ngebei, Ngerbau, Ngrill, och Ollei. 
Vid östra kusten nordväst om Ngerbau finns några megalitiska monument Badrulchau megaliths.
1984 ändrades benämningen på Palaus administrativa delar från "municipalities" (kommuner) till "states" (delstater).